# Wartość nieruchomości
Wartość nieruchomości – najbardziej prawdopodobna cena, możliwa do uzyskania na rynku, przy założeniu, że strony transakcji są od siebie niezależne, i upłynął odpowiedni czas do wyeksponowania nieruchomości. Wartość nieruchomości określana jest przez rzeczoznawców majątkowych, którzy dokonują jej oszacowania w procesie wyceny nieruchomości.
W potocznym rozumieniu, wartość nieruchomości to cena, jaką nabywca jest w stanie zapłacić za nieruchomość.

## Rodzaje wartości nieruchomości
Ustawa o gospodarce nieruchomościami dywersyfikuje wartość nieruchomości na wartość rynkową, wartość odtworzeniową oraz wartość katastralną. Podział ten zdecydowanie odbiega od norm przyjętych przez Polską Federację Stowarzyszeń Rzeczoznawców Majątkowych oraz przepisów stosowanych na świecie, ujętych np. w Międzynarodowych Standardach Wyceny. W Powszechnych Krajowych Standardach Wyceny definiuje się wartość rynkową, wartość odtworzeniową, wartość katastralną, wartość bankowo-hipoteczną, wartość godziwą, wartość indywidualną, wartość ubezpieczeniową oraz wartość dla wymuszonej sprzedaży nieruchomości.
Ponadto w Międzynarodowych Standardach Wyceny definiuje się również wartości takie jak: wartość szczególna, wartość synergiczna (będące szczególnymi przypadkami wartości godziwej) oraz wartość dla alternatywnego sposobu użytkowania, natomiast nie definiuje się wartości odtworzeniowej oraz wartości katastralnej.

### Wartość rynkowa nieruchomości
Wartość rynkowa nieruchomości jest to najbardziej prawdopodobna cena, możliwa do uzyskania na rynku za daną nieruchomość. Szacuje się ją z uwzględnieniem cen transakcyjnych oraz zakładając, że strony umowy są od siebie niezależne, dobrze poinformowane, nie znajdują się w sytuacji przymusowej i mają stanowczy zamiar zawarcia transakcji, ponadto upłynął odpowiedni czas niezbędny do wyeksponowania nieruchomości na rynku i wynegocjowania warunków umowy. Wartość rynkową określa się dla nieruchomości, które są lub mogą być przedmiotem obrotu rynkowego.
1 września 2017 r. dokonano zmiany definicji wartości rynkowej. Zgodnie z art. 1 pkt 24 ustawą z dnia 20 lipca 2017 r. o zmianie ustawy o gospodarce nieruchomościami oraz niektórych innych ustaw (Dz.U. z 2017 r. poz. 1509):
„Wartość rynkową nieruchomości stanowi szacunkowa kwota, jaką w dniu wyceny można uzyskać za nieruchomość w transakcji sprzedaży zawieranej na warunkach rynkowych pomiędzy kupującym a sprzedającym, którzy mają stanowczy zamiar zawarcia umowy, działają z rozeznaniem i postępują rozważnie oraz nie znajdują się w sytuacji przymusowej.”

### Wartości nierynkowe nieruchomości
- Wartość odtworzeniowa nieruchomości – jest równa kosztom odtworzenia nieruchomości, czyli kosztom zakupu gruntu i odtworzenia jego części składowych, pomniejszonym o wartość jej zużycia. Wartość tę określa się dla nieruchomości, które ze względu na obecne użytkowanie lub przeznaczenie nie są lub nie mogą być przedmiotem obrotu rynkowego, a także jeżeli wymagają tego przepisy szczególne[3].

- Wartość katastralna nieruchomości – jest to wartość ustalona w procesie powszechnej taksacji nieruchomości i jest ona zbliżona do wartości rynkowej w stopniu, na jaki pozwalają metody masowej wyceny. Wartość tę ustala się dla nieruchomości, o których mowa w przepisach o podatku od nieruchomości. Zasady i tryb ustalania wartości katastralnej reguluje ustawa o gospodarce nieruchomościami.

- Wartość bankowo-hipoteczna – oznacza wartość nieruchomości określoną w drodze ostrożnej oceny przyszłej zbywalności nieruchomości przy uwzględnieniu długoterminowych cech nieruchomości, normalnych warunków rynkowych i warunków na rynku lokalnym, obecnego użytkowania oraz odpowiednich alternatywnych możliwości użytkowania nieruchomości[4].
- Wartość godziwa – jest to kwota, za jaką dany składnik aktywów może być wymieniony na zasadzie transakcji rynkowej pomiędzy zainteresowanymi, dobrze poinformowanymi i niepowiązanymi ze sobą stronami.
- Wartość indywidualna – zwana również inwestycyjną, jest to wartość określana dla konkretnego inwestora lub grupy inwestorów, którzy mają sprecyzowane oczekiwania i kryteria inwestowania oraz którzy zamierzają użytkować nieruchomość w określonym celu inwestycyjnym.
- Wartość ubezpieczeniowa – jest to kwota pieniężna określona przez rzeczoznawcę majątkowego dla przedmiotu ubezpieczenia, oznaczająca górną granicę odpowiedzialności ubezpieczyciela za szkody powstałe na nieruchomości z przyczyn podanych w umowie ubezpieczeniowej.
- Wartość dla wymuszonej sprzedaży – jest to kwota pieniężna, którą można otrzymać z tytułu sprzedaży nieruchomości w okolicznościach, w których sprzedający znajduje się pod presją konieczności sprzedaży[5].